# Infratel Italia
Infratel Italia - Infrastrutture e Telecomunicazioni per l'Italia S.p.A. è una società pubblica italiana che opera nel settore delle telecomunicazioni per il Ministero dello sviluppo economico del quale è una società in house. Effettua progettazione, realizzazione e manutenzione di reti di telecomunicazioni in fibra ottica per l'accesso a internet tramite connessione a banda larga e ultralarga.
Infratel Italia attualmente si occupa anche dell'attuazione della "strategia Italiana per la banda ultralarga" attraverso il cosiddetto "piano aree bianche" che ha l'obiettivo di realizzare e integrare le infrastrutture capaci di aumentare le opportunità per l’accesso a internet veloce con tecnologie FTTH e FWA.
È controllata da Invitalia, che ne possiede il 100% delle azioni.

## Storia
Infratel Italia nasce il 23 dicembre 2003 con il compito di realizzare reti di telecomunicazioni in aree a fallimento di mercato, ovvero zone (prevalentemente nel Mezzogiorno d'Italia) in cui i costi sostenuti per la costruzione delle infrastrutture non saranno remunerati una volta che queste entreranno in servizio. Dopodiché tale rete verrà affittata ai vari operatori di telecomunicazione che forniranno la connessione ai cittadini della zona cablata. In seguito la sua missione si è estesa alla copertura di aree in divario digitale in tutto il territorio nazionale.
Il 3 marzo 2015 il Governo italiano ha approvato la "Strategia Italiana per la Banda Ultralarga", che ha l’obiettivo di contribuire a ridurre il divario infrastrutturale e di mercato esistente, attraverso la creazione di condizioni più favorevoli allo sviluppo integrato delle infrastrutture di telecomunicazione fisse e mobili, e rappresenta il quadro nazionale di riferimento per le iniziative pubbliche a sostegno dello sviluppo delle reti a banda ultra larga in Italia, al fine di soddisfare gli obiettivi fissati dall’Agenda Digitale Europea entro il 2020. Infratel si occupa di porre in atto tale piano strategico.

## Attività
Attuatore del Piano nazionale banda larga, al 31 dicembre 2012 ha gestito la realizzazione di 6684 km di tracciato ottico che servono 2,5 milioni di utenti abilitati alla banda larga, con un investimento di 285 milioni di euro, riducendo il divario digitale delle zone coperte, dal 15,5% al 5,1% (fine 2011).
Il 40% degli utenti coperti da rete Infratel si è abbonato a servizi ADSL.
Infratel Italia agisce per conto del Dipartimento per la Trasformazione Digitale della Presidenza del Consiglio dei Ministri (DTD), per l’attuazione dell’obiettivo “Banda larga, 5G e monitoraggio satellitare”, dedicato alla realizzazione di reti ultraveloci in fibra ottica e 5G. Si occupa del completamento del Piano Scuola Connessa (fase 2) e la realizzazione dei piani Italia a 1 Giga, Sanità Connessa e 5G, definiti nella Strategia Italiana per la Banda Ultralarga – “Verso la Gigabit Society" per la realizzazione degli investimenti TELCO del PNRR.
Tramite il progetto del MIMIT Wi-Fi Italia, Infratel è impegnata nella creazione e nella crescita di una rete Wi-Fi pubblica e liberamente accessibile, nella valutazione tecnica dei progetti che partecipano alle iniziative MIMIT Digital Transformation, Fondo per l’intrattenimento digitale e Fondo per lo sviluppo delle tecnologie e delle applicazioni di intelligenza artificiale, blockchain e Internet of Things.
Gestisce il Sistema Informativo Nazionale Federato delle Infrastrutture (SINFI), ovvero il catasto delle infrastrutture istituito nel 2016; svolge anche una funzione di supporto tecnico per l’Amministrazione centrale e, tramite essa, anche per le Amministrazioni locali, in merito alla mappatura delle aree caratterizzate da divario digitale e in relazione alle nuove reti NGN.

## Piano strategico Banda Ultralarga
Nel 2016 Infratel avvia l’attività operativa del Piano Strategico Banda Ultralarga con l’emissione dei primi due bandi di gara per la costruzione e successiva gestione in concessione di una rete pubblica a banda ultralarga, e poi, con un terzo bando emesso nel corso del 2018. Il Concessionario Open Fiber S.p.A. è risultato aggiudicatario di tutte e 3 le gare.
Il Ministero dello Sviluppo Economico, Invitalia e Infratel Italia sottoscrivono un accordo di programma il 24 settembre 2020 per la realizzazione di tutte le attività finalizzate al potenziamento della rete infrastrutturale pubblica per la banda larga e ultralarga in tutte le aree sottoutilizzate del paese e la diffusione di servizi digitali. Secondo l’accordo, Infratel è anche partner tecnologico del Ministero su tutti i programmi relativi alle tecnologie emergenti. 
Il 23 dicembre 2021viene stipulata la convenzione BUL tra Il Dipartimento per la trasformazione digitale, Invitalia e Infratel Italia per la realizzazione dei piani relativi all’Investimento “Reti ultraveloci” del PNRR, un intervento pubblico per coprire le aree geografiche in cui l’offerta di infrastrutture e servizi digitali ad altissima velocità da parte degli operatori di mercato è assente o insufficiente. I Piani di intervento sono dedicati alla popolazione, come, ad esempio, il Piano “Italia a 1 Giga” e “Italia 5G”, così come a specifici settori, quali le scuole, con il "Piano Scuole Connesse”, e le strutture sanitarie, con il Piano “Sanità Connessa”.
Con lo scopo di accelerare lo sviluppo della connettività ad alte prestazioni in tutto il Paese e rilanciare il settore delle telecomunicazioni, Il 6 luglio 2023, il Comitato interministeriale per la Transizione Digitale ha lanciato la nuova Strategia Nazionale per la Banda Ultralarga, che prevede investimenti fino a 2,8 miliardi di euro per il triennio 2023-2026.
Periodicamente svolge consultazioni pubbliche con gli operatori di telecomunicazioni per l’aggiornamento della mappa della disponibilità di connettività a Banda Ultralarga, per individuare le aree in condizioni di “fallimento di mercato”.
Infratel ha pubblicato una piattaforma accessibile (#BUL) periodicamente aggiornata sui dati di copertura e sull'avanzamento del progetto in modo trasparente: é presente una mappa del paese che permette di ricercare il proprio comune e consultarne i dati.

## Gestione aziendale
Nel 2017 Infratel ha realizzato ricavi per 53,6 milioni di euro ed utili per 1,06 milioni.
Infratel Italia ha previsto, tra il 2017 e il 2020, la costruzione di una rete pubblica in fibra ottica in 7300 comuni italiani (comprese tutte le aree a fallimento di mercato), con un investimento diretto dello Stato di circa 3 miliardi di euro.
Anche per il triennio 2023-2026 la previsione di investimento diretto da parte dello Stato, si attesta di circa 3 miliardi di euro. 